# Ippolito Rotoli
Ippolito Rotoli (* 2. September 1914 in Sezze, Provinz Latina, Italien; † 4. Oktober 1977) war ein römisch-katholischer Erzbischof und Diplomat des Heiligen Stuhls.

## Leben
Ippolito Rotoli empfing am 20. Juni 1937 das Sakrament der Priesterweihe.
Am 9. November 1967 ernannte ihn Papst Pius XI. zum Titularerzbischof von Thibiuca und bestellte ihn zum Apostolischen Pro-Nuntius in Südkorea. Der Kardinalstaatssekretär Amleto Giovanni Kardinal Cicognani spendete ihm am 30. Dezember desselben Jahres die Bischofsweihe; Mitkonsekratoren waren der Sekretär der Kongregation für die Evangelisierung der Völker, Kurienerzbischof Sergio Pignedoli, und der Bischof von Tarquinia und Civitavecchia, Giulio Bianconi.
Am 15. November 1972 wurde Ippolito Rotoli Apostolischer Pro-Nuntius im Äthiopien. Paul VI. ernannte ihn am 10. Januar 1974 zum Apostolischen Pro-Nuntius in Japan.